# 偉弗烈·內皮爾
偉弗烈·福克斯·內皮爾（英語：Wilfrid Fox Napier；1941年3月8日—）是南非籍天主教司鐸級樞機、方濟各會會士及德班總教區總主教。

## 生平
偉弗烈於1941年3月8日在南非聯邦開普省斯瓦特山脈出生。1964年，他在愛爾蘭的愛爾蘭國立大學戈爾韋學習拉丁語和英語。他於1970年7月25日在方濟各會晉鐸。
他於1981年2月28日晉牧，並獲教宗若望·保祿二世任命為科克斯塔德教區主教。由於特尼斯·赫爾利榮休，因此偉弗烈於1992年3月29日接任為德班總教區正權總主教。1995年，愛爾蘭國立大學戈爾韋向他授予榮譽法學博士學位。
2001年2月21日，他被任為司鐸級樞機，領阿奇利亞聖方濟各亞西西堂區司鐸銜。教宗本篤十六世於2012年3月21日將他任命為宗座醫療牧靈理事會委員。2014年3月8日，教宗方濟各任命他擔任新成立的聖座經濟秘書處成員。